# Nannochelifer litoralis
Nannochelifer litoralis är en spindeldjursart som beskrevs av Beier 1967. Nannochelifer litoralis ingår i släktet Nannochelifer och familjen tvåögonklokrypare. Inga underarter finns listade i Catalogue of Life.